# 国際連合安全保障理事会決議978
国際連合安全保障理事会決議978（こくさいれんごうあんぜんほしょうりじかいけつぎ978 英: United Nations Security Council Resolution 978）は、1995年2月27日に全会一致で採決された決議。ルワンダに関するこれまでの国連安保理決議をすべて想起した後、ルワンダ国際戦犯法廷(ICTR) の管轄下にあるルワンダ虐殺の行為の責任者の逮捕と拘留について加盟国に指示した。
安全保障理事会は、ルワンダで起こったジェノサイド（大量虐殺）と組織的な国際人道法違反の報告について懸念を表明した。このような報告は、国際連合安全保障理事会決議935に従って専門家委員会によって確認された。また、ルワンダへの自発的な帰還を希望する難民への攻撃や難民キャンプの状況についても懸念があった。行為の責任者は裁判にかけられると主張された。
安全保障理事会は、加盟国に対し、ICTR の管轄内で行われた行為に責任があるという十分な証拠がある人物を自国の領域内で逮捕するよう求めた。容疑者を逮捕した国は、ブトロス・ブトロス・ガリ事務総長とICTRのリチャード・ゴールストーン検察官に、容疑者の身元、拘留の理由、容疑者に対する証拠に関する詳細を通知することになっていた。また、関連国は赤十字国際委員会代表者およびICTRの調査官と協力するよう求められた。
ルワンダの国境にある難民キャンプの人々への攻撃は世界各国から強く非難され、評議会はそのような行為の防止を求めた。攻撃が行われた地域の州は、国内法および国際法に従って行動を起こし、責任者に対する証拠を拘留および収集するよう求められた。
今回の決議は、国際連合憲章第7章が発動されなかったため、加盟国を拘束するものではなかった。